# Smalmyrespindel
Smalmyrespindel (Synageles venator) är en spindelart som först beskrevs av Lucas 1836.  Smalmyrespindel ingår i släktet Synageles och familjen hoppspindlar. Arten är reproducerande i Sverige. Inga underarter finns listade i Catalogue of Life.